# Ochodaeus luscinus
Ochodaeus luscinus là một loài bọ cánh cứng trong họ Ochodaeidae. Loài này được Howden miêu tả khoa học đầu tiên năm 1968.